# Heinrich Dreser
Heinrich Dreser (Darmstadt, 1 d'octubre de 1860 - Zúric, Suïssa, 21 de desembre de 1924) fou un químic alemany que desenvolupà el procediment de comercialització de l'aspirina i de l'heroïna.
Dreser era fill d'un professor de física, estudià química i rebé el seu doctorat a la Universitat de Heidelberg. Treballà en diversos laboratoris abans d'esdevenir professor de la Universitat de Bonn el 1893. Quatre anys més tard s'incorporà a l'empresa Bayer, on s'encarregà de les proves de l'eficàcia i seguretat de nous fàrmacs. Fou el primer químic que utilitzà els experiments amb animals a escala industrial. A la Bayer el desenvolupament de nous fàrmacs estaven al càrrec d'Arthur Eichengrün, mentre que Dreser tenia el poder de decidir quins nous productes es desenvoluparien i tenia un contracte que li garantia una part dels beneficis que se’n derivaven.

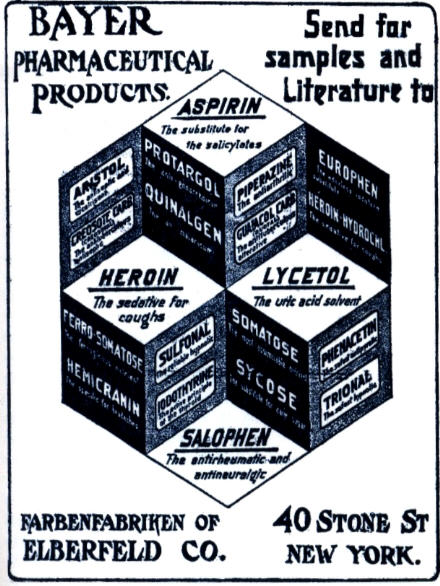
Publicitat dels productes de la Bayer

El 1897 Arthur Eichengrün descobrí un procés de modificació d'àcid salicílic per a produir l'àcid acetilsalicílic (AAS), que més tard seria anomenat Aspirina i que sintetitzà Felix Hoffmann. El 1898 Dreser, després d'un examen superficial, el rebutjà perquè afectava el cor. La raó de la seva oposició era que tenia al cap un altre producte que considerava més valuós, l'heroïna. Aquesta havia estat descoberta per l'anglès C. R. Wright el 1874, que sintetitzà Hoffmann a la Bayer i que estudià Dreser. A principis de 1898 realitzà assaigs amb peixos espinosos, granotes i conills. També provà en alguns dels treballadors de Bayer, i en si mateix. Alguns d'aquests treballadors li digueren que en prendre-la se sentien heroics, d'on deriva el seu nom. El novembre de 1898, Dreser presentà el medicament al Congrés de Naturalistes d'Alemanya i després es començà a comercialitzar. El 1902 - quan les vendes d'heroïna representaven aproximadament el cinc per cent del benefici net de Bayer - començaren a aparèixer estudis sobre els efectes addictius. El 1913, Bayer decidí deixar de fabricar l'heroïna.
Dreser finalment també s'interessà per l'àcid acetilsalicílic i al febrer de 1899, la marca "Aspirina" fou registrada, i al juny, Dreser presidí el seu llançament.
El 1914 Dreser era excepcionalment ric per la qual cosa decidí no renovar el seu contracte amb la Bayer. Quan esclatà la I Guerra Mundial es traslladà a Düsseldorf com a professor honorari sense sou a l'acadèmia de medicina. El 1924, els problemes de salut va obligar Dreser a renunciar la seva tasca docent i es traslladà a Zuric, on morí.